# Cuba, Alabama
Cuba là một thị trấn thuộc quận Sumter, tiểu bang Alabama, Hoa Kỳ. Dân số năm 2009 là 306 người, mật độ đạt 29 người/km².